# Fairey Gannet

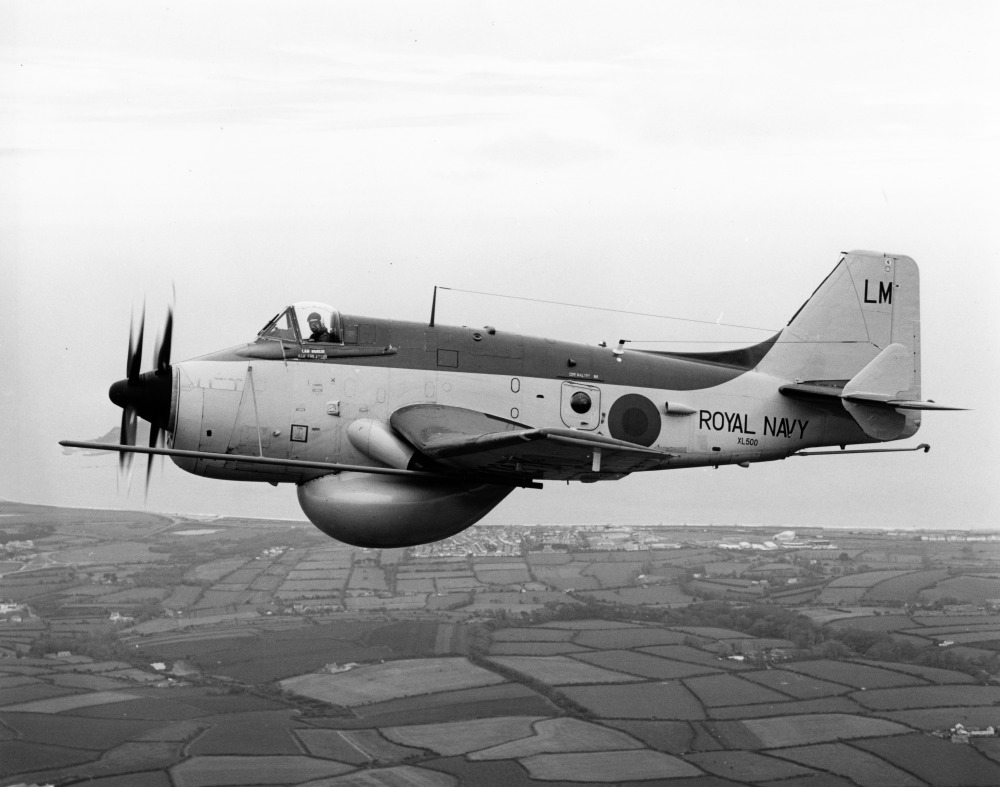
Gannet AEW3

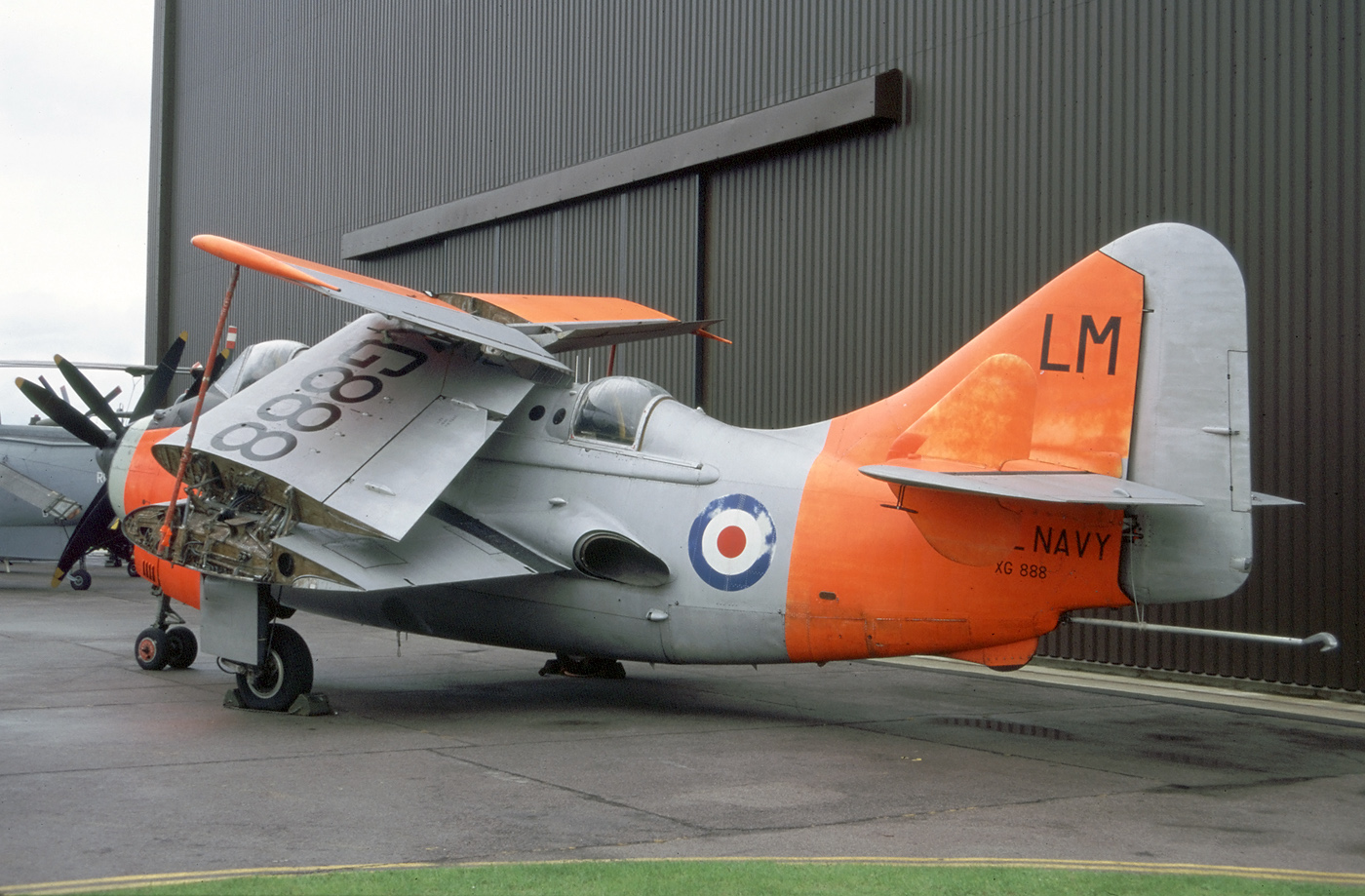
Gannet T5 ze złożonymi skrzydłami

Fairey Gannet – brytyjski pokładowy turbośmigłowy samolot patrolowy zwalczania okrętów podwodnych i wczesnego ostrzegania, w służbie od lat 50. do 70., skonstruowany w wytwórni Fairey.

## Historia
Gannet został skonstruowany w odpowiedzi na zapotrzebowanie Admiralicji brytyjskiej GR.17/45 z 1945 roku na wyspecjalizowany samolot do zwalczania okrętów podwodnych, którego przydatność ukazała II wojna światowa. Swoje projekty przedstawiły firmy Fairey (Type Q) i Blackburn Aircraft (YA.5, późniejszy B-54, rozwinięty w YB.1 / B-88). Fairey wyszedł od koncepcji zastosowania dwóch silników rzędowych Rolls-Royce Merlin napędzających śmigła przeciwbieżne, lecz następnie zmodyfikował projekt do dwóch silników turbowałowych Armstrong-Siddeley Mamba, nazwanych Twin Mamba. Prototyp Fairey został oblatany 19 września 1949. Pierwszy raz lądował na lotniskowcu HMS „Illustrious” 19 czerwca 1950 (jako pierwszy samolot turbośmigłowy). Po modyfikacjach, wykazywał on bardzo dobre własności lotne. W związku ze zmianą wymagań Admiralicji, które teraz przewidywały instalację radaru pod ogonową częścią kadłuba i zwiększenie załogi z dwóch do trzech osób, trzeci prototyp ukończono według nowych wymagań. W tym czasie Royal Navy zamówiła od razu 100 egzemplarzy nowego samolotu, który otrzymał nazwę Gannet (pol. głuptak).
Produkcja pierwszej wersji seryjnej AS.1 (Anti-Submarine - przeciw okrętom podwodnym) rozpoczęła się od 1953. Pierwszy samolot seryjny oblatano 9 czerwca 1953; zbudowano 180 samolotów tej wersji.
Z powodu odmiennych od klasycznych samolotów śmigłowych własności pilotażowych, wymagających specjalnego treningu pilotów, 16 sierpnia 1954 oblatano wariant treningowy T.2, którego zbudowano 38 (inne dane: 35).
Trzecią wersją w kolejności oznaczeń był samolot wczesnego ostrzegania AEW.3 (Airborne Early Warning), wyposażony w amerykański radar AN/APS 20F w dużej obłej osłonie pod kadłubem. Na skutek trudności w rozwoju AEW.3, maszyna wzniosła się po raz pierwszy w powietrze dopiero 20 sierpnia 1958. Dla zwiększenia stabilności powiększono w nim ster kierunku i statecznik, dokonano też innych zmian w konstrukcji kadłuba. Zbudowano 44 egzemplarze samolotu.
Docelowym wariantem samolotu do zwalczania okrętów podwodnych, zbudowanym jeszcze przed AEW.3, był AS.4, odznaczający się m.in. silnikiem o większej mocy. Pierwszy lot tej wersji miał miejsce 12 marca 1956 i zbudowano ich 75 (inne dane: 82) sztuk.
Ulepszonym wariantem treningowym był T.5 (zbudowano 8).
Zbudowano ogółem 349 samolotów Gannet, włącznie z 3 prototypami (inne dane: 352).
Podczas wycofywania Gannetów AS.1 i AS.4 od połowy lat 60., część samolotów AS.4 przebudowano na wersję walki radioelektronicznej ECM.6. Kilka zaś przebudowano na pokładową wersję transportową COD.4 (Carrier Onboard Delivery), przez proste usunięcie większości wyposażenia.

## Służba
Pierwsze Gannety w wersji AS.1 zostały dostarczone lotnictwu marynarki wojennej w kwietniu 1954 roku. Pierwszą jednostką była szkolna eskadra 703X FAA, mająca na celu wdrożenie nowego samolotu. Pierwszy operacyjny dywizjon 826 FAA wszedł do służby w 1955 roku na lotniskowcu HMS „Eagle”. Od tego roku też zaczęły się dostawy wariantu treningowego T.2.
Wkrótce po oblocie tej wersji, już od grudnia 1958 marynarka brytyjska zaczęła otrzymywać samoloty wczesnego ostrzegania AEW.3. W sierpniu 1959 sformowano eskadrę 700G w celu opracowania sposobów eksploatacji tego wariantu. Okazały się one najbardziej przydatnym wariantem Ganneta.
Samoloty Gannet używane były na wszystkich brytyjskich klasycznych lotniskowcach okresu 1955-1978, zastępując samoloty przeciwpodwodne Avenger AS i wczesnego ostrzegania A-1 Skyraider AEW1. W połowie lat 60. zaczął się proces zastępowania Gannetów AS.1 i AS.4 przez śmigłowce Westland Whirlwind HAS7. Weszła wówczas do służby przebudowana wersja walki radioelektronicznej ECM.6, lecz używana była jedynie z baz lądowych.
Najdłużej używane były Gannety AEW.3 i nieliczne samoloty pokładowej wersji transportowej COD.4, do czasu wycofania klasycznych lotniskowców brytyjskich w latach 70. (ostatniego – HMS „Ark Royal” w 1978). Według licznych opinii, brak samolotów wczesnego ostrzegania był jedną z przyczyn dużych strat brytyjskiej floty podczas wojny z Argentyną o Falklandy w 1982 roku, zadawanych przez argentyńskie lotnictwo.  

## Eksport
Marynarka australijska zakupiła 36 Gannetów AS.1, używanych na lotniskowcu HMAS „Melbourne” i bazie lądowej HMAS Albatross (Nowa Południowa Walia). Używane były do lat 80.
Zachodnioniemiecka marynarka zakupiła w 1958 około 16 samolotów wersji AS.4 i T.5, używanych z baz lądowych. Od 1966 zastępowane były przez Breguet 1150 Atlantic. Jeden samolot uległ wypadkowi.
Indonezja kupiła w 1959 samoloty wersji AS.4 i T.5 (przebudowane z AS.1 i T.2). Używane były z baz lądowych, do lat 80.

## Opis konstrukcji
Całkowicie metalowy średniopłat konstrukcji skorupowej. Skrzydła proste, składane w dwóch miejscach do hangarowania, do góry (w kształcie litery Z). Usterzenie klasyczne pojedyncze, z dwoma małymi dodatkowymi trójkątnymi statecznikami pionowymi na stateczniku poziomym. W wersjach przeciwpodwodnych AS załoga trzyosobowa w oddzielnych oszklonych kabinach. Kabina pilota blisko nosa samolotu, nad zespołem napędowym, za nią druga kabina i trzecia około środka długości samolotu. W wersji AEW3 załoga trzyosobowa – pilot w kabinie blisko nosa samolotu, oraz dwóch operatorów radaru w zamkniętej kabinie wewnątrz kadłuba za krawędzią spływu skrzydeł, z drzwiczkami po bokach, unoszonymi do góry. Podwozie samolotu trójpodporowe, chowane; podwozie główne chowane do skrzydeł. Przednia goleń dwukołowa. Hak do lądowania pod częścią ogonową.
Zespół napędowy w postaci dwóch silników turbowałowych Armstrong-Siddeley Mamba, tworzących zespół Double Mamba (nazywany też Twin Mamba), napędzających dwa czterołopatowe śmigła przeciwbieżne w nosie kadłuba. Możliwy był lot z jednym silnikiem wyłączonym. Pod śmigłem wlot powietrza do turbin, znajdujących się w nosie pod kabiną pilota. Wyloty spalin po obu stronach kadłuba, za skrzydłami (w wersji AEW.3 – przed skrzydłami).
Stosowane silniki:
- AS.1 – silnik ASMD.1 (2950 KM)
- AS.4 – silnik ASMD.3 (3145 KM)
- AEW.3 – silnik ASMD.4 (3875 KM)

Uzbrojenia stałego brak. Uzbrojenie podwieszane w postaci torped przeciw okrętom podwodnym lub bomb głębinowych w komorze bombowej w kadłubie (wersje AS). Pod skrzydłami mogły być podwieszane niekierowane pociski rakietowe. W komorze bombowej lub pod skrzydłami można było przenosić boje hydroakustyczne.